# Gmina Osby
Gmina Osby (szw. Osby kommun) – gmina w Szwecji, w regionie Skania, z siedzibą w Osby.
Gminę zamieszkuje 12 625 osób, z czego 49,7% to kobiety (6275) i 50,3% to mężczyźni (6350). W gminie zameldowanych jest 501 cudzoziemców. Na każdy kilometr kwadratowy przypada 20,97 mieszkańca. Pod względem wielkości gmina zajmuje 161. miejsce.